# جون فوكس (سياسي)
جون فوكس (بالإنجليزية: John Fox)‏ (و. 1818 – 1871 م) هو تاجر، وسياسي، من كندا، توفي في لندن، عن عمر يناهز 53 عاماً.

## مناصب
تولى منصب مشرع، Legislative Council of Newfoundland ‏ (1857–1860)، ومشرع، Newfoundland and Labrador House of Assembly ‏ (1855–1857).